# Tajga og græsområder på Kamtjatka
Økozonen Taiga og græsområder på Kamtjatka dækker Kamtjatka, der er en halvø på stillehavssiden af det eurasiske kontinent, og øerne syd for Kamtjatka. Dermed er den en del af det palæarktiske biom nåleskov

## Biodiversitet
Regionen ligger på et geologisk meget aktivt sted: Vulkanudbrud, jordskælv og tsunamier omformer hele tiden landskabet. Regionen er én af jordens mest naturskønne og uberørte egne. I en mosaik af plantesamfund med tundra og nåleskov som de mest almindelige finder man adskillige sjældne og endemiske planter. Det rige planteliv giver grundlag for et tilsvarende rigt dyreliv, og den særlige Kamtjatka-underart af Brun bjørn findes i stort antal med mange, meget store individer.

## Dominerende planter
- Bævre-Asp (Populus tremula)
- Dahurisk Lærk (Larix dahurica)
- Kamtjatka-Birk (Betula ermanii)
- Kamtjatka-Lærk (Larix kamtschatica)
- Krybe-Fyr (Pinus pumila)
- Yesso-Gran (Picea jezoensis)

## Dominerende dyr
- Kamtjatka-brunbjørn (Ursus arctos var. beringianus)
- Kamtjatka-murmeldyr (Marmota kamtschatica)
- Ren (Rangifer tarandus)
- Stellers havørn (Haliaeetus pelagicus)
- Toppet Søpapegøje (Fratercula cirrhata)
- Zobel (Martes zebillina)